# Keresley End
Keresley End – wieś w Anglii, w hrabstwie Warwickshire, w dystrykcie Nuneaton and Bedworth. Leży 21 km na północ od miasta Warwick i 144 km na północny zachód od Londynu.